# Patrick Loliger
Patrick Loliger (ur. 20 czerwca 1985 w Meksyku) – meksykański wioślarz, reprezentant kraju w wioślarskiej jedynce podczas Letnich Igrzysk Olimpijskich w Pekinie.

## Osiągnięcia
- Mistrzostwa Świata Juniorów – Troki 2002 – dwójka podwójna – 22. miejsce[1].
- Mistrzostwa Świata Juniorów – Ateny 2003 – dwójka podwójna – 8. miejsce[1].
- Igrzyska Olimpijskie – Pekin 2008 – jedynka – 15. miejsce[1][2].